# Gymnosoma emdeni
Gymnosoma emdeni är en tvåvingeart som först beskrevs av Louis-Paul Mesnil 1950.  Gymnosoma emdeni ingår i släktet Gymnosoma och familjen parasitflugor. Inga underarter finns listade i Catalogue of Life.